# Microlicia blanchetiana
Microlicia blanchetiana är en tvåhjärtbladig växtart som först beskrevs av Naud., och fick sitt nu gällande namn av Célestin Alfred Cogniaux. Microlicia blanchetiana ingår i släktet Microlicia och familjen Melastomataceae. Inga underarter finns listade i Catalogue of Life.